# Scott Riggs
Russell Scott Riggs (Durham County, North Carolina, 1 januari 1971) is een Amerikaans autocoureur die actief is in de NASCAR Sprint Cup, de Nationwide Series en de Camping World Truck Series.

## Carrière
Riggs debuteerde in 1999 in de Craftsman Truck Series. Zijn eerste overwinning in deze raceklasse boekte hij in 2001 op de Martinsville Speedway. Hij won dat jaar nog vier andere races en eindigde op de vijfde plaats in het kampioenschap. In 2002 debuteerde hij in de Busch Series. Hij won in zijn debuutjaar de races op de Nashville Superspeedway en de Auto Club Speedway en finishte op de tiende plaats in het kampioenschap. In 2003 won hij de races op Gateway Motorsports Park en opnieuw op de Nashville Superspeedway en werd zesde in de eindstand. Riggs debuteerde in 2004 in de toenmalige Nextel Cup, de huidige Sprint Cup. Zijn beste resultaat in deze raceklasse was een tweede plaats tijdens de GFS Marketplace 400 op de Michigan International Speedway in 2005. Vanaf 2009 rijdt hij jaarlijks een beperkt programma in de verschillende Nascar-disciplines.

## Resultaten in de NASCAR Sprint Cup
Sprint Cup resultaten (aantal gereden races, polepositions, gewonnen races en positie in het kampioenschap)
| Jaar | Races | Poles | Wins | Rank |
| ---- | ----- | ----- | ---- | ---- |
| 2004 | 35    | 0     | 0    | 29e  |
| 2005 | 36    | 1     | 0    | 34e  |
| 2006 | 35    | 2     | 0    | 20e  |
| 2007 | 27    | 0     | 0    | 36e  |
| 2008 | 34    | 0     | 0    | 31e  |
| 2009 | 8     | 0     | 0    | 48e  |
| 2010 | 2     | 0     | 0    | 64e  |
| 2011 | 4     | 0     | 0    | -    |
| 2012 | 20    | 0     | 0    | 46e  |
| 2013 | 7     | 0     | 0    | 47e  |